# Eino Uusitalo
Eino Oskari Uusitalo (Soini, 1 december 1924 – Lehtimäki, 19 maart 2015) was een Fins politicus, vooraanstaand lid van de Centrumpartij (KESK).
Uusitalo was van 28 mei 1971 tot 29 oktober 1971 voor het eerst minister van Binnenlandse Zaken in het kabinet van Ahti Karjalainen. Van 15 mei 1977 tot 19 februari 1982 was hij opnieuw minister van Binnenlandse Zaken in de kabinetten Sorsa II en Koivisto II. Van 1979 tot 1982 was hij tevens vicepremier. In die laatste functie nam hij van 11 september 1981 tot 27 januari 1982 het premierschap voor Koivisto (interim-president, gekozen president sinds 26 januari 1982) waar.
Hij overleed op 90-jarige leeftijd.
- Bibsys: 90226407
- International Standard Name Identifier: 0000 0000 2357 1632
- Library of Congress Control Number: n84045374
- Virtual International Authority File: 65402792
- WorldCat: E39PBJvHc3WC9YHgfgDYCPr8YP